# Томсон (приток Латроба)
Эта статья — о реке Томсон в австралийском штате Виктория. О реке Томсон в австралийском штате Квинсленд см. ст. Томсон (река, Квинсленд).
То́мсон (англ. Thomson River) — река в северо-западной части региона Гипсленд, штат Виктория, Австралия.

## География, описание, история
Томсон берёт своё начало на плато Бау-Бау в одноимённом национальном парке вдали от любых населённых пунктов. Общее направление течения — с северо-запада на юго-восток. Впадает в реку Латроб примерно в полутора километрах от городка Лонгфорд. Длина Томсона — 170 километров.
В 1911—1912 годах у слияния Томсона и его небольшого притока Куперс-Крик для облегчения добычи золота был построен обводной канал длиной 220 метров в виде подковы. Он является одним из тринадцати сооружений подобного рода, сохранившихся со времён Золотой лихорадки в Виктории. Канал внесён в Регистр наследия штата Виктория. По состоянию на 2010 год ведутся споры, надо ли возвращать реку в родное русло, или оставить вековое сооружение без изменений.
Недалеко от истока реки в 1976—1984 годах была построена одноимённая плотина: водохранилище, образованное ею, имеет площадь 22,3 км² и объём 1068 млн м³, то есть воды в нём в два раза больше, чем в Сиднейской бухте. Это водохранилище обеспечивает до 60 % потребления питьевой воды в Мельбурне, до которого примерно 100 километров. Отъём воды составляет около половины от нормального состояния реки, что вызывает некоторые проблемы ниже по течению для сельского хозяйства и дикой природы.
Более-менее крупные населённые пункты на реке: Хейфилд и Сейл. Всего Томсон принимает 13 притоков, крупнейшие из них: Джордан, Аберфелди, Макалистер.

## Этимология
На языке аборигенов гунаи название реки звучит как Тамбо (значение слова не определено) или Карран-карран (Карранг-карранг), что означает «солоноватая вода». Своё нынешнее, английское, название река получила в 1840 году. Исследователь и овцевод Ангус Макмиллан назвал её в честь Эдварда Диса Томсона (1800—1879), Главного секретаря Колонии Новый Южный Уэльс.